# Бюль (Баден)
Бюль (нім. Bühl) — місто в Німеччині, у землі Баден-Вюртемберг. Підпорядковується адміністративному округу Карлсруе. Входить до складу району Раштат.
Площа — 73,21 км². Населення становить 28 889 ос. (станом на 31 грудня 2020).